# Birkhoff-axiómarendszer
A Birkhoff-axiómarendszert George David Birkhoff alkotta meg 1932-ben. Valójában négy posztulátum, amelyek révén az euklideszi geometria síkját lehet leírni algebrai eszközökkel. Ezeket beosztással rendelkező vonalzóval, valamint szögmérővel kísérletileg lehet ellenőrizni. Mivel a posztulátumok a valós számokon alapulnak, a megközelítés a geometria modellalapú bevezetéséhez hasonló.
Az axiómarendszert Birkhoff és Beatley középiskolai matematikakönyvében közölték először. Erre alapozva az Iskolai Matematikai Tanulmányi Csoport egy szabványt dolgozott ki a geometria főiskolai oktatására. Némely további tankönyv a geometria alapjait szintén ezen axiómarendszer egy változata alapján tanítja.

## Posztulátumok
Birkhoff az alábbi négy feltételt kötötte ki:
Az egyenes mértéke
Bármely {\displaystyle P:=\{A,\,B,\,C,\,\dots \}} kollineáris ponthalmaz 1:1 arányban feleltethető meg egy {\displaystyle R:=\{a,\,b,\,c,\,\dots \}} valós számhalmaznak, ahol {\displaystyle d(A,B)=|b-a|} minden pontpárra.
Pont-vonal kapcsolat
Bármely {\displaystyle (P,Q)} pontpárhoz pontosan egy {\displaystyle l} egyenes rendelhető, amely tartalmazza mindkét pontot.
A szögek mértéke
Egy adott {\displaystyle O} ponton átmenő {\displaystyle l,\,m\,n,\,\dots } egyenessor 1:1 arányban megfeleltethető az {\displaystyle R:=\{a{\bmod {(}}2\pi )|a\in \mathbb {R} \}} valós számhalmaznak. Ha {\displaystyle A\in l} és {\displaystyle B\in m} ({\displaystyle A\neq O,\,B\neq O}), akkor az egyeneseknek megfeleltetett {\displaystyle a} számokra {\displaystyle (a_{m}-a_{l}){\bmod {(}}2\pi )=AOB\angle }.
Hasonlóság
Ha adottak az {\displaystyle ABC} és {\displaystyle A'B'C'} háromszögek és {\displaystyle k>0} konstans úgy, hogy {\displaystyle d(A,B)=k\cdot d(A',B'),\,d(A,C)=k\cdot d(A',C')}, valamint {\displaystyle BAC\angle =\pm B'A'C'\angle }, akkor {\displaystyle d(B,C)=k\cdot d(B',C')} és a megfelelő szögek is egyenlőek.

## Fordítás
Ez a szócikk részben vagy egészben  a   Birkhoff's axioms című angol Wikipédia-szócikk ezen változatának fordításán alapul.  Az eredeti cikk szerkesztőit annak laptörténete sorolja fel. Ez a jelzés csupán a megfogalmazás eredetét és a szerzői jogokat jelzi, nem szolgál a cikkben szereplő információk forrásmegjelöléseként.